# 拉蒙泰拉列
拉蒙泰拉列（法語：Lamontélarié，法語發音：[lamɔ̃telaʁje]）是法国奥克西塔尼大区塔恩省的一个市镇，属于卡斯特尔区。

## 地理
拉蒙泰拉列（43°37'25"N, 2°36'9"E）面积21.58 平方千米，位于法国奧克西塔尼大區塔恩省，该省份为法国南部内陆省份，北起顺时针与阿韦龙省、埃罗省、奥德省、上加龙省和塔恩-加龙省接壤。
与拉蒙泰拉列接壤的市镇（或旧市镇、城区）包括：阿古河畔拉萨尔沃塔、昂格莱斯、丰里约、拉科讷。

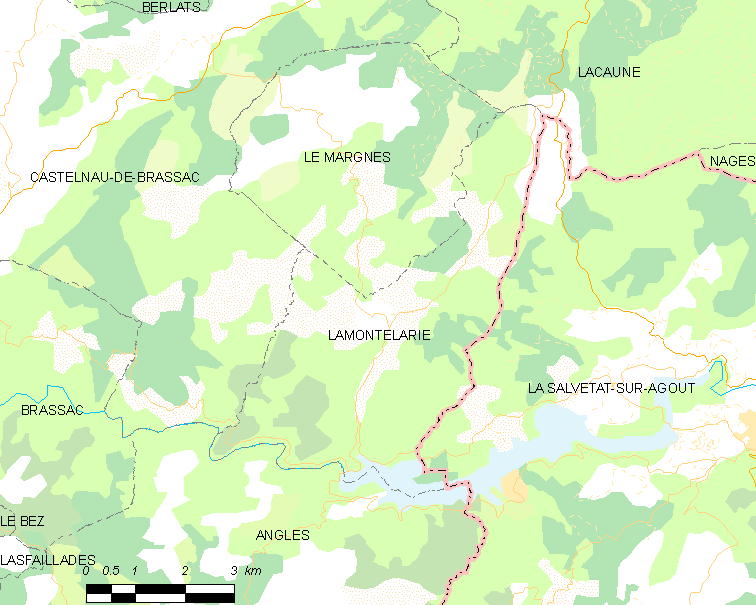
拉蒙泰拉列的OSM定位图

拉蒙泰拉列的时区为UTC+01:00、UTC+02:00（夏令时）。

## 行政
拉蒙泰拉列的邮政编码为81260，INSEE市镇编码为81134。

## 政治
拉蒙泰拉列所属的省级选区为奥克高地县。

## 人口

1962-2008年间拉蒙泰拉列人口变化图示

拉蒙泰拉列于2022年1月1日时的人口数量为55人。